# Pomacanthus xanthometopon
Pomacanthus xanthometopon е вид бодлоперка от семейство Pomacanthidae. Видът не е застрашен от изчезване.

## Разпространение и местообитание
Разпространен е в Австралия, Бангладеш, Вануату, Виетнам, Индия (Андамански и Никобарски острови), Индонезия, Малайзия, Малдиви, Мианмар, Микронезия, Нова Каледония, Палау, Папуа Нова Гвинея, Провинции в КНР, Сингапур, Соломонови острови, Тайван, Тайланд, Филипини, Шри Ланка и Япония.
Обитава крайбрежията на океани, морета, лагуни и рифове в райони с тропически климат. Среща се на дълбочина от 4,6 до 23 m, при температура на водата от 27,2 до 29 °C и соленост 33,9 – 34,8 ‰.

## Описание
На дължина достигат до 38 cm.
Популацията на вида е стабилна.